# 刘续 (安平王)
劉續（？—184年），東漢安平王。

## 生平
父為安平孝王劉得。元嘉二年（152年）劉得薨，劉續繼位安平王。中平元年時，黃巾之亂爆發，劉續被安平國變民所俘虜，囚禁於廣宗（今河北省邢台市威縣東）。

### 不肯立王
劉續被俘後，朝廷花了很多錢將其贖回，當時朝廷討論是否恢復他的封爵，議郎李燮反對：「劉續身為藩臣，卻沒有盡好自己的義務，對朝廷是一大羞辱，不應該恢復。」但漢靈帝沒有聽從，依舊讓劉續恢復為安平王。李燮則因為誹謗皇族而被送入左校。不到一年，劉續被指控大逆不道，被誅殺，國除。李燮這才被釋放，重新擔任議郎。時人稱道：「父不肯立帝，子不肯立王。」

### 腳註
1. ↑  參考《資治通鑑》〈漢紀〉：「安平、甘陵人各執其王應賊。」
2. ↑  參考《後漢書》〈孝明八王列傳〉：「中平元年，黃巾賊起，為所劫質，囚於廣宗。」
3. ↑  參考《資治通鑑》〈漢紀〉：「初，續為黃巾所虜，國人贖之得還，朝廷議復其國。議郎李燮曰：「續守籓不稱，損辱聖朝，不宜復國。」朝廷不從。燮坐謗毀宗室，輸作左校，未滿歲，王坐誅，乃復拜議郎。京師為之語曰：「父不肯立帝，子不肯立王。」」